# Бергондо
Бергондо (гал. Bergondo, ісп. Bergondo) — муніципалітет в Іспанії, у складі автономної спільноти Галісія, у провінції Ла-Корунья. Населення — 6696 осіб (2009).
Муніципалітет розташований на відстані близько 496 км на північний захід від Мадрида, 13 км на південний схід від Ла-Коруньї.

## Демографія
Динаміка населення (INE ):

## Галерея зображень

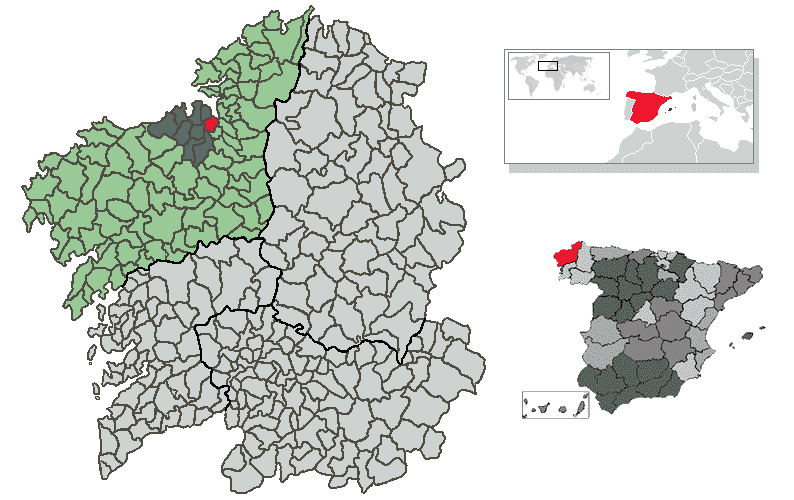
Розташування муніципалітету
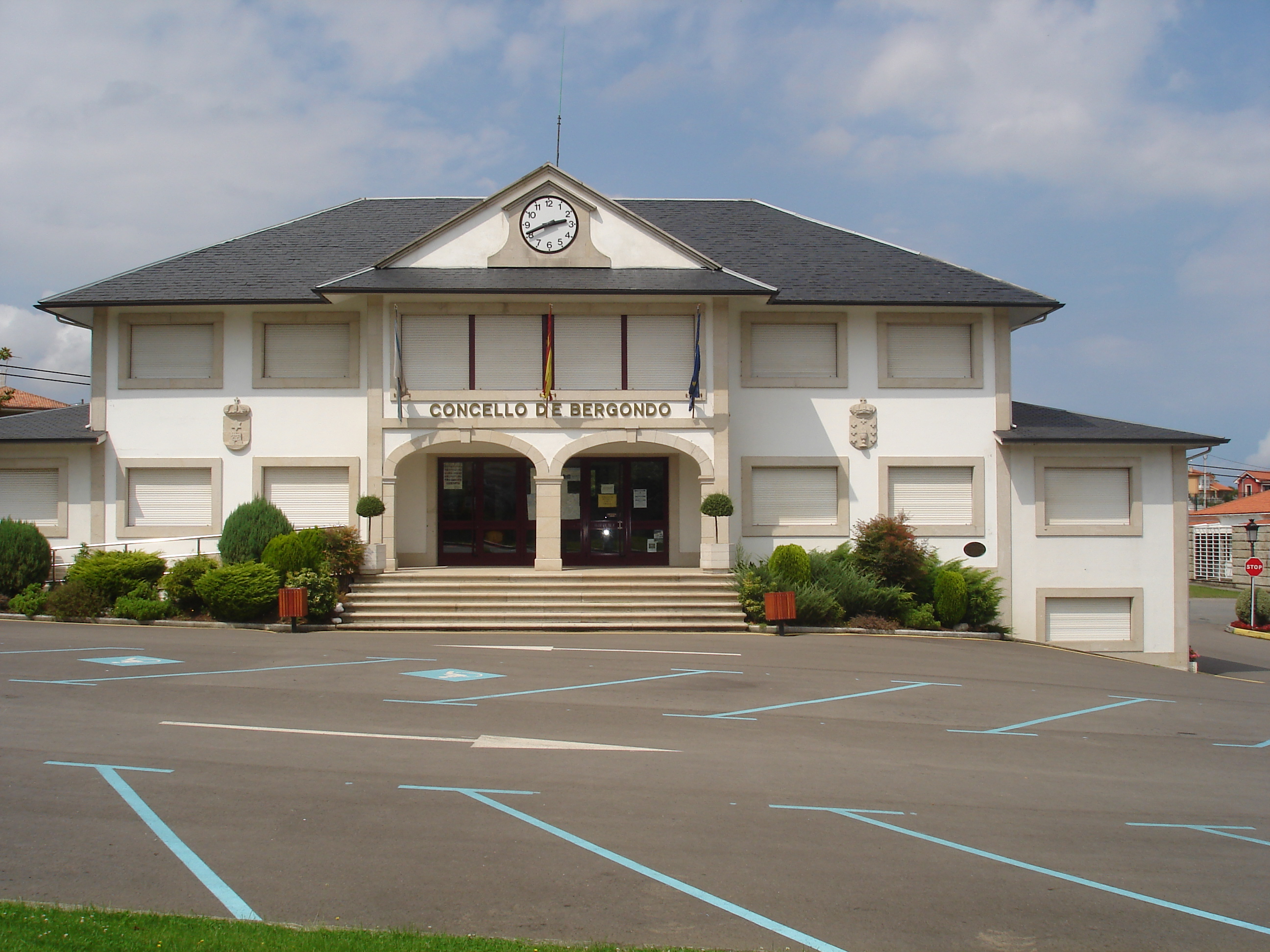
Муніципальна рада